# آرکی‌او پیکچرز

نخستین لوگوی آرکی‌او

آرکی‌او (به انگلیسی: R.K.O, Radio-Keith-Orpheum) یکی از شرکتهای معتبر تولید و توزیع فیلم در ایالات متحده آمریکا بود که با عنوان شرکت رادیوپیکچرز و بعدها به عنوان آرکی‌او رادیو پیکچرز نیز خوانده می‌شد. این شرکت یکی از پنج استودیوی بزرگ فیلمسازی در عصر طلایی هالیوود محسوب می‌شد.
استودیوی آرکی‌او در کارنامهٔ خود، تولید برخی از معروف‌ترین فیلم‌های تاریخ سینما، از جمله دو فیلم مشهور: کینگ کنگ و همشهری کین را ثبت کرده‌است.

## تاریخچه
فعالیت تجاری گستردهٔ این کمپانی در اکتبر سال ۱۹۲۸ میلادی و پس از آن که مجموعه تئاترهای زنجیره‌ای کیت-آلبی-اورفئوم (KAO) و دفاتر و استودیوهای فیلمسازی جوزف پ. کندی در آمریکا (FBO)، هر دو با هم تحت کنترل اتحادیِهٔ شرکت‌های رادیویی آمریکا، معروف به آر.سی. ای (RCA) قرار گرفتند، شکل گرفت. هدف رئیس آر.سی. ای یعنی دیوید سارنف از انجام این ادغام ایجاد یک بازار و عرصهٔ فعالیت مناسب برای استفاده از فناوری صدا و تصویری بود که توسط شرکت آر.سی. ای ابداع شده بود و فوتوفون Photophone آر.سی. ای نامیده می‌شد. این کمپانی در اواسط سال ۱۹۴۰، تحت کنترل سرمایه‌گذار بزرگی به نام فلوید اولدوم قرار گرفت.

## معرفی
کارگاه فیلمسازی آر.ک. ئو، در طول چندین سال معروف به سینمای کلاسیک هالیوود، در کنار چهار کارگاه بزرگ دیگر یعنی کمپانی پارامونت، کمپانی فوکس، کمپانی مترو و کمپانی وارنر، پنج کمپانی بزرگ و معتبر فیلمسازی هالیوود را تشکیل می‌دادند.
آغاز کار این کمپانی در سال ۱۹۲۱ بود و در طول ۲۷ سال فعالیت خود، عملاً بزرگ‌ترین ستارگان هالیوود مثل کاری گرانت، کاترین هپبورن و…، همکاری معروفترین تهیه‌کننده‌ها همچون گلدوین، دیسنی، سلزنیک و… را در اختیار داشت و در نتیجه، برخی از معروفترین فیلم‌های تاریخ سینما همچون کینگ کنگ، خبرچین، قلعهٔ آپاچی‌ها و… را تولید و توزیع نمود.
در سال ۱۹۴۸، هوارد هیوز، سهام عمدهٔ این شرکت را خریداری کرد، امّا در نهایت و در سال ۱۹۵۳، پس از مدتی عدم تعادل و ورشکستگی، این کارگاه به تلویزیون فروخته شد.